# 府州
府州，中国古代的州。
五代天祐八年（911年），晋王李存勖设置府州，治所在府谷县（今陕西省府谷县）。北宋时，属河东路，府州折氏（折德扆家族，折太君的娘家）世镇府州。金皇统八年（1148年），府州被西夏占领。蒙古汗国恢复，元朝属于延安路，至元六年（1269年）废除府州。